# Quốc Tử Giám (Huế)
Bài này viết về một di tích thuộc Quần thể di tích cố đô Huế. Các trường khác có cùng tên được đề cập tại bài Quốc Tử Giám (định hướng)

Ấn chương Quốc tử giám quan phòng

Quốc Tử Giám (chữ Hán: 國子監) ở Huế, hiện ở số 1 đường 23 tháng 8, quận Phú Xuân, Huế. Đây là một di tích lịch sử, văn hóa có giá trị cao. Ngày 11 tháng 12 năm 1993, Quốc Tử Giám cùng với hệ thống di tích cung đình triều Nguyễn đã được ghi tên vào danh mục Di sản thế giới của UNESCO.
Năm 1803, vua Gia Long xây dựng Đốc Học Đường tại địa phận An Ninh Thượng, huyện Hương Trà, cách kinh thành Huế chừng 5 km về phía Tây, trường nằm cạnh Văn Miếu, mặt hướng ra sông Hương. Đây được xem là trường quốc học đầu tiên được xây dựng dưới triều Nguyễn. Đến năm 1908, thời vua Duy Tân, Quốc Tử Giám được dời vào bên trong Kinh thành, bên ngoài, phía Đông Nam Hoàng thành (tức vị trí hiện nay).

## Lịch sử
Quốc Tử Giám trước đây thuộc địa phận làng An Bình, giáp với làng Long Hồ Hạ, huyện Hương Trà, thành phố Huế là trường Đại học quốc gia ngày xưa do triều đình mở ra để đào tạo nhân tài. Ở nước ta, Quốc Tử Giám đầu tiên đã được thành lập vào năm 1076 tại Kinh đô Thăng Long dưới thời Lý. Ngay từ đầu nó đã có tên gọi là Quốc Tử Giám và từ đó về sau nó vẫn giữ nguyên vị trí ở kinh đô Thăng Long, trong khuôn viên Văn Miếu Hà Nội ngày nay.
Đến đầu triều Nguyễn, sau khi thống nhất đất nước, vua Gia Long đã quyết định xây dựng kinh đô tại Huế. Năm 1803, vua Gia Long xây dựng Đốc Học Đường - đây được xem là trường quốc học đầu tiên được xây dựng dưới triều Nguyễn. Trường được xây tại địa phận An Ninh Thượng, huyện Hương Trà, cách kinh thành Huế chừng 5 km về phía Tây, trường nằm cạnh Văn Miếu, mặt hướng ra sông Hương.
Thời Gia Long, quy mô kiến trúc của trường còn nhỏ, chỉ gồm một tòa chính ở giữa và hai dãy nhà hai bên, dùng làm chỗ để quan Chánh, Phó Đốc Học giảng dạy.
Tháng 3 năm 1820, vua Minh Mạng cho đổi tên thành trường Quốc Tử Giám. Lúc này Quốc Tử Giám được phát triển to lớn hơn. Quốc Tử Giám tiếp tục xây dựng và hoàn thiện tiếp sau đó.
Năm 1821, vua cho dựng tòa Di Luân Đường, một tòa giảng đường và hai dãy nhà học hai bên Di Luân Đường, mỗi dãy 19 gian phòng học, làm chỗ cho sinh viên đọc sách, làm bài.

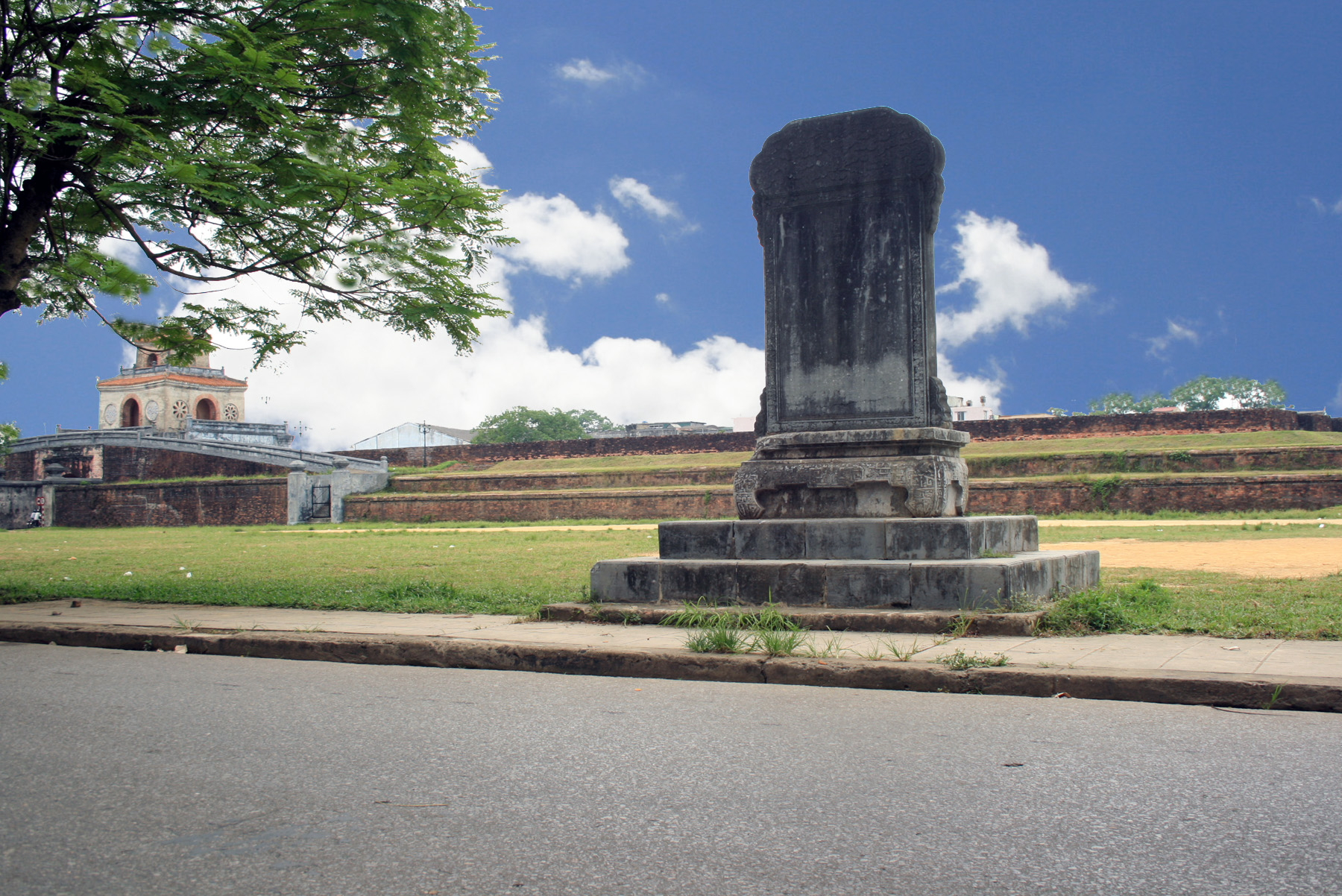
Bia trước Quốc Tử Giám - Huế

Đến thời vua Tự Đức, trường được tiếp tục xây dựng và mở mang thêm. Năm 1848, xây thêm tường bao bọc và dãy cư xá, mỗi bên 2 gian. Trường cũng mở thêm 2 cửa nhỏ hai bên để sinh viên ra vào. Vì lúc bấy giờ cả nước chỉ có một trường Quốc Học nên tập trung một lượng sinh viên về học rất đông. Một lần ghé thăm trường, vua Tự Đức đã làm một bài văn gồm 14 chương để răn dạy và khuyến khích sinh viên học hành. Toàn bộ nội dung bài văn này được khắc vào tấm bia dựng trước sân trường. Do trận bão năm Giáp Thìn (1904), trường bị hư hỏng nặng, nhưng sau đó, trường được phục hồi.
Đến năm 1908, thời vua Duy Tân, Quốc Tử Giám được dời vào bên trong Kinh thành, bên ngoài, phía Đông Nam Hoàng thành (tức vị trí hiện nay). So với kiến trúc cũ, Quốc Tử Giám mới được xây dựng mới thêm nhiều công trình phụ, trong đó, kiến trúc cũ của Di Luân Đường được giữ nguyên. Hai bên là hai dãy phòng học vẫn như cũ và cư xá sinh viên; phía sau trường, ở giữa là tòa Tân Thơ Viện, hai bên là nhà ở của quan Tế tửu, Tư Nghiệp (hiệu trưởng, hiệu phó) và các viên chức khác của trường. Trong số các công trình kiến trúc này, Di Luân Đường, Tân Thơ Viện và tòa nhà dành cho vị Tế tửu Quốc Tử Giám ở là những công trình kiến trúc gỗ theo phong cách truyền thống có giá trị nghệ thuật cao (Tân Thơ Viện, Di Luân Đường đều có nguồn gốc từ các công trình kiến trúc của Cung Bảo Định). Năm 1923, Tân Thơ Viện trở thành Bảo Tàng Khải Định nên trường Quốc Tử Giám phải lập một thư viện mới mang tên Thư Viện Bảo Đại ở phía sau Di Luân Đường.
Năm 1945, sau khi triều đình nhà Nguyễn chấm dứt vai trò lịch sử của mình, Quốc Tử Giám cũng không thay đổi kiến trúc kể từ đó đến nay.

## Nhân sự và đối tượng
Đứng đầu Quốc Tử Giám là quan tế tửu, có quan tư nghiệp hiệp sức cùng một số giáo viên.
Học sinh là tôn sinh (con cháu trong hoàng tộc), ấm sinh (con cháu các quan) và học sinh (thường dân trúng tuyển). Những người đỗ tú tài cũng được ghi danh vào học. Học sinh đều được cấp tiền lương trong khi đi học. Vào đầu thập niên 1900 thì các hạng tôn sinh và ấm sinh lãnh hai đồng rưỡi/tháng. Học sinh thì lãnh một đồng tám.

## Vai trò
Dù đã chấm dứt vai trò của mình, thế nhưng trường Quốc Tử Giám đóng góp hết sức to lớn trong việc đào tạo nhân tài cho đất nước, là nơi lưu lại dấu chân của hơn 500 vị tiến sĩ, phó bảng của triều Nguyễn. Cùng với Văn Miếu - Quốc Tử Giám, Quốc Tử Giám Huế đã đóng góp công sức của mình trong việc đào tạo ra những nhân tài của đất nước và phản ánh một thời kỳ của lịch sử. Kể từ khi Quốc Tử Giám Huế ra đời đến nay, nền giáo dục đại học ở Huế đã có lịch sử gần hai thế kỷ.Tuy nhiên, trong lịch sử, việc dời Quốc Tử Giám vào Phú Xuân (Huế) đồng nghĩa với việc chấm dứt việc thi Hội - Đình tại Thăng Long.

## Tình trạng
Quốc Tử Giám hiện nay còn khá nguyên vẹn, và khá may mắn so với một số công trình khác trong quần thể di tích cố đô Huế. 